# Gao Lin
Gao Lin (chinesisch 郜林, Pinyin Gào Lín; * 14. Februar 1986 in Zhengzhou) ist ein chinesischer Fußballnationalspieler, der seit 2020 beim FC Shenzhen unter Vertrag steht.

## Karriere

### Verein
Lin begann seine Profikarriere 2005 beim chinesischen Erstligisten Shanghai Shenhua Liansheng und feierte sein Debüt am 21. August beim 1:0-Sieg gegen Liaoning Hongyun. Nach dem Weggang von Xie Hui zum Ende der Saison 2007 wurde er Stammspieler. In der nachfolgenden Saison schoss er acht Tore in 20 Spielen und wurde mit dem Klub chinesischer Vize-Meister. Am 10. März 2010 wechselte Lin zum Erstliga-Absteiger Guangzhou Evergrande. Sein erstes Spiel für Guangzhou absolvierte er am 3. April gegen den Beijing Institute of Technology FC und schoss zwei Tore. Am Ende belegte der Klub Platz eins in der zweiten Liga und Lin wurde mit 20 Treffern Torschützenkönig. Als Neuaufsteiger schoss er in der folgenden Saison 2011 elf Tore in 29 Spielen und gewann zum ersten Mal in der Vereinsgeschichte die chinesische Meisterschaft. In den folgenden acht Spielzeiten folgten dann noch zwölf weitere nationale Titel und 2012 sowie 2016 gewann er die AFC Champions League. Zur Saison 2020 wechselte er dann weiter zum Ligarivalen FC Shenzhen.

### Nationalmannschaft
Am 31. Juli 2005 feierte er sein Debüt in der Chinesischen Fußballnationalmannschaft beim Spiel gegen Südkorea bei der Fußball-Ostasienmeisterschaft 2005 und wurde fälschlicherweise in der 5. Minute vom Schiedsrichter Yūichi Nishimura des Platzes verwiesen. Die EAFF annullierten den Platzverweis jedoch bereits am nächsten Tag. Sein erster Treffer gelang ihm jedoch erst am 21. Januar 2009 beim Spiel gegen Vietnam in der Qualifikation zur Asienmeisterschaft 2011, wo er gleich drei Tore schoss. Beim Freundschaftsspiel gegen Kuwait am 22. Februar 2012 lief er das erste Mal als Kapitän der Mannschaft auf. Am 10. September 2018 machte er beim torlosen Freundschaftsspiel gegen Bahrain sein 100. Länderspiel. Lin absolvierte bis zum Januar 2019 insgesamt 109 anerkannte Länderspiele und erzielte dabei 22 Treffer.

## Erfolge
- Shanghai Shenhua
  - A3 Champions Cup: 2007
- Guangzhou Evergrande
  - Chinesischer Meister: 2011, 2012, 2013, 2014, 2015, 2016, 2017, 2019
  - Chinesischer Pokalsieger: 2012, 2016
  - AFC-Champions-League-Sieger: 2013, 2015
  - Chinesischer Supercup: 2012, 2016, 2017
- In der Nationalmannschaft
  - Fußball-Ostasienmeisterschaft: 2005, 2010
- Individuelle Erfolge
  - Torschützenkönig der China League One: 2010 (20 Tore)